# 社会治安法
社会治安法（法语: Loi de sûreté générale），又名“嫌疑犯处治法”。是拿破仑三世在1858年发布的法令。该法令允许任何的监狱惩罚，以及未经审判逮捕驱逐任何在1848年以后被认定为政治攻击的人。